# Capitan Mutanda - Il film
Capitan Mutanda - Il film (Captain Underpants: The First Epic Movie) è un film del 2017, diretto da David Soren.
Basato sull'omonima serie di libri per ragazzi, è prodotto dalla DreamWorks Animation ed è stato l'ultimo distribuito dalla 20th Century Fox, prima del passaggio a Universal Pictures.

## Trama
George e Harold sono due amici di quarta elementare e vicini di casa, che spesso portano gioia alla loro scuola, scherzando eccessivamente con il loro crudele preside, il signor Benjamin "Benny" Grugno, che li mette in contrasto con lui. La coppia di amici crea anche fumetti su un supereroe di nome Capitan Mutanda, un personaggio che ha superpoteri ma indossa semplicemente biancheria intima e un mantello. Li vendono ai loro compagni di scuola attraverso una compagnia di fumetti chiamata Treehouse Comix Inc., situata nella loro casa sull'albero. Gli scherzi di George e Harold giungono a una fine quando vengono sorpresi a manomettere un'invenzione di un gabinetto-robot, il Turboidrator 2000, realizzato dal ragazzo intellettuale Melvin. Questo dà la possibilità a Grugno di separare i due ragazzi in classi diverse, pensando così di poter distruggere la loro amicizia.
Per evitare la separazione, George ipnotizza il signor Grugno con un "Hypno-Anello" trovato in una scatola di cereali; i ragazzi notano così che il signor Grugno senza il suo parrucchino assomiglia a Capitan Mutanda e gli ordinano di esserlo. I ragazzi apprendono presto la gravità della situazione quando Capitan Mutanda inizia a causare problemi e quindi decidono di portarlo nella loro casa sull'albero. Lì, scoprono che possono trasformare Capitan Mutanda di nuovo in Grugno spruzzandogli dell'acqua e di nuovo in Capitan Mutanda schioccando le dita. Rendendosi conto che il signor Grugno continuerà a cercare di separarli, decidono di stabilirsi con il loro supereroe, ma lo fanno travestire da Grugno con il pretesto di una "identità segreta", a cui Capitan Mutanda è d'accordo. L'improvviso cambiamento di personalità di Grugno riesce persino ad attirare l'attenzione e l'affetto della timida addetta alla mensa della scuola, Edith.
Proprio quando George e Harold credono che i loro problemi siano finiti, uno scienziato strano e con accento tedesco di nome Professor Pannolino visita la scuola, che il capitano (ancora travestito da Grugno) assume come nuovo insegnante di scienze, ma George e Harold sono sospettosi a causa del suo comportamento irascibile e violento. Infatti, Pannolino sta cercando di eliminare le risate della gente, che da sempre lo ha preso in giro a causa del suo nome, come spiegato in un traumatico flashback quando gli è stato quasi assegnato un premio Nobel prima che il comitato ridesse di lui per il suo nome ridicolo.
Con Capitan Mutanda nei panni del preside, la scuola è un luogo più vivace e viene allestito un luna park nel cortile. Tuttavia, scoppia un temporale e il capitano ritorna ad essere di nuovo il signor Grugno, che dispone la separazione di George e Harold in due classi diverse. Nel frattempo, Pannolino recluta Melvin per il suo piano, poiché il giovane non ha il senso dell'umorismo e non trova il suo nome divertente. Presto, Pannolino cerca di conquistare la città con una versione gigante del Turboidrator 2000 di Melvin, alimentato dagli avanzi tossici della mensa scolastica lasciati da Edith, e usa il cervello di Melvin come fonte di energia per trasformare i bambini in persone cupe e senza umorismo. Capitan Mutanda cerca di fermarli, ma non avendo veri superpoteri, viene sconfitto senza sforzo e gettato nello sciacquone tossico. George e Harold vengono catturati e trasformati in cupi, ma riescono a fuggire quando le loro risate per lo scherzo che li ha resi amici all'asilo sovraccaricano il raggio zombi, che danneggia il computer del Turboidrator 2000 e riporta i bambini alla normalità. Dopo aver consumato gli avanzi tossici, Capitan Mutanda acquisisce veri superpoteri e, con l'aiuto di George e Harold, sconfigge e rimpicciolisce Pannolino, che fugge su un'ape poco dopo, finendo in un manicomio.
Sapendo che non possono controllare Capitan Mutanda per sempre, George e Harold distruggono l'Hypno-anello per farlo ritornare permanentemente nel signor Grugno. Sentendo che quest’ultimo sarebbe molto più gentile se avesse degli amici, i ragazzi organizzano un appuntamento romantico tra lui e Edith, facendo cambiare umore al signor Grugno, che restituisce a George e Harold i loro fumetti sequestrati, ammettendo che le loro creazioni sono davvero umoristiche. Tuttavia, i rifiuti tossici del Turboidrator 2000 caduti in una discarica creano un esercito di gabinetti parlanti, che attaccano il ristorante dove stanno cenando Grugno ed Edith. Dopo aver schioccato le dita accidentalmente, il signor Grugno ridiventa ancora una volta Capitan Mutanda, portando via George e Harold per aiutarlo a combatterli con sorpresa e ammirazione di Edith.

## Personaggi
- Benjamin "Benny" Grugno/Capitan Mutanda: l'eroe del film. È simile a un uomo comune, ma indossa solo un paio di mutande e un mantello rosso. Quando non si trasforma, suo malgrado, in supereroe, è Benjamin Grugno, preside della scuola di George e Harold: un uomo troppo brusco, collerico, antipatico e avverso al divertimento.
- George Beard: uno dei protagonisti. È un bambino di colore che ama fare i fumetti con Harold; da piccolo aveva una grossa capigliatura afro.
- Harold Hutchins: un altro dei protagonisti. È biondo e, come George, ama fare i fumetti.
- Professor Otto Pipi Diarrea Stein Pannolino: l'antagonista principale del film. È uno scienziato folle, spietato, crudele e privo di scrupoli (In realtà talmente psicopatico da sembrare malvagio.) con accento tedesco che trama per conquistare il mondo per sbarazzarsi di tutte le risate dopo anni in cui è stato costantemente denigrato per il suo nome, ma viene sconfitto da Capitan Mutanda, George e Harold che lo spediscono in un manicomio.

## Distribuzione
Il film è stato distribuito negli Stati Uniti il 2 giugno 2017 e in italia il 1º novembre 2017. Il film si basa sull'omonima serie di libri per bambini dello scrittore statunitense Dav Pilkey.

## Accoglienza

### Incassi
Il film ha incassato 125.5 milioni di dollari nel mondo, di cui 73,9 milioni nel Nord America e quasi 51,6 milioni nel resto del mondo, risultando il quarto con il minor incasso tra i film della DreamWorks.

### Critica
Il film ha ricevuto pareri positivi da parte della critica. Su Rotten Tomatoes ha una percentuale del gradimento del 87% con un voto medio di 6.8 su 10 basato su 120 recensioni; il consenso critico implica: “Con una trama ordinata, un’animazione pulita e un umorismo che si adatta perfettamente al suo materiale originale, Capitan Mutanda - Il film è un film di intrattenimento che metterà d'accordo tutti i membri della famiglia.” Su Metacritic ha un punteggio del 69 su 100 basato su 32 recensioni, che significa una valutazione“"recensioni generalmente favorevoli”.

## Altri media

### Serie televisiva
Una serie televisiva basata sul film, dal titolo Le epiche avventure di Capitan Mutanda, è disponibile su Netflix dal 13 luglio 2018. In Italia la serie è stata trasmessa su DeA Kids dallo stesso giorno e su Rai Gulp dal 14 gennaio 2021.

### Spin-off
Il 9 dicembre 2020, DreamWorks Animation ha annunciato che un adattamento cinematografico di Dog Man (un'altra delle creazioni a fumetti di George e Harold) con la regista Peter Hastings, lo showrunner di Le epiche avventure di Capitan Mutanda. Il film uscirà il 31 gennaio 2025.